# Alexandre Bergamini
Pour les articles homonymes, voir Bergamini.
 (janvier 2024).
- Si vous ne connaissez pas le sujet, laissez ce bandeau (vous pouvez alors contacter les auteurs).
- Si vous supprimez le contenu mis en cause (vous pouvez préalablement contacter les auteurs),

argumentez précisément cette suppression dans la page de discussion
(un manque de référence n'est pas un argument ; une recherche réelle de référence doit avoir été effectuée, être formellement documentée).
 (août 2020).
Alexandre Bergamini est un poète et un écrivain français né en 1968.

## Biographie
À l'adolescence, à la suite du suicide de son frère aîné, il commence à écrire et à mener une vie errante, faite de voyages et d'expériences théâtrales.
Il se consacre exclusivement depuis 1999 à l'écriture et à la photographie. Il livre dans un entretien les raisons de ses périodes de silence littéraire.
En 2021, il prend position politiquement en estimant que le passe sanitaire viole le secret médical.
En janvier 2024, il reprend son indépendance vis-à-vis des éditeurs et récupère tous les droits patrimoniaux de ses livres qui ne sont plus commercialisés.

## Publications
- Fragments d'une ruine. Poésies  (préf. Charles Juliet), Genève, L'âne alphabet, 1999.
- Les Perséïdes. Poésies, Genève, L'âne alphabet, 2000.
- Casa central. Photographies, Lyon, La Fosse aux Ours, 2002.
- Montagne sacrée  (ill. René Schlosser), 2002.
- Autopsie du sauvage  (ill. Pierre Buraglio), Verderonne, Dumerchez, coll. « Double hache », 2003, 83 p. (ISBN 2-84791-007-7).
- Retourner l'infâme, Paris, Zulma, coll. « Vierge folle », 2005, 73 p. (ISBN 2-84304-336-0).
- Cargo mélancolie, Paris, Zulma, 2008, 94 p. (ISBN 978-2-84304-442-7)[3].
- Asile  (ill. Pierre Mesnager), Dumerchez, coll. « Double hache », 2011, 75 p. (ISBN 978-2-84791-160-2).
- Sang damné, Paris, Seuil, 2011, 236 p. (ISBN 978-2-02-103495-0)
  - traduction anglaise : Forsaken, Yoda Press, 2015.
  - traduction italienne : Sangue dannato, Barbès, 2012.
- Nue India : journal d'un vagabond, Paris, Arléa, 2014, 122 p. (ISBN 978-2-36308-049-3).
  - traduction slovène : Gola Indija, eBesede, 2016.
- Quelques roses sauvages, Paris, Arléa, 2015, 150 p. (ISBN 978-2-36308-096-7).
  - traduction slovène : 'Nekaj divjih rož, Mondrijan, 2017.
- Le livre de Vivian. Preuves et traces du frère disparu, Mulhouse, Médiapop, coll. « Sublime », 2019, 138 p. (ISBN 978-2-918932-94-9) [4],[5].
- Vague inquiétude, Arles, Picquier, 2020, 154 p. (ISBN 978-2-8097-1459-3).